# Daniel de Carvalho (futebolista)
Daniel de Carvalho, mais conhecido como Daniel Carvalho ou simplesmente Daniel (São Bernardo do Campo, 13 de maio de 1996) é um futebolista brasileiro que atua como volante. Atualmente joga no ABC.

## Carreira

### Antecedentes
Nascido em São Bernardo do Campo, São Paulo, mas sempre morou na cidade vizinha Diadema. No começo, Daniel não gostava de jogar futebol. Mas, foi para a escolhinha do ex-jogador César Sampaio para acompanhar os primos. Acabou indo bem e pegou gosto pelo esporte. Daniel chegou ao Palmeiras em 2013 e logo assumiu a posição de titular na equipe Sub-17. Promovido ao Sub-20 no ano seguinte, disputou a Copa São Paulo de Futebol Júnior de 2015 e ganhou destaque ao longo da temporada.
As boas atuações chamaram a atenção do Profissional e, após intercâmbios, já figurou nas listas de relacionados do Palmeiras nos duelos contra Coritiba e Flamengo, no segundo turno da Série A de 2015, e no jogo de ida das quartas de final da Copa do Brasil, contra o Cruzeiro. Depois, disputou a Copa São Paulo de Futebol Júnior de 2016 pelo sub-20 do clube.

### Bragantino
Em 1 de março de 2017, Daniel foi emprestado ao Bragantino, com um contrato até o final da temporada. Fez sua primeira partida como profissional em 22 de março, entrando como substituto em uma derrota em casa para o União Barbarense por 2–0, pelo Campeonato Paulista de 2017 - Série A2.
Na sua pequena passagem pelo Bragantino, não foi bastante aproveitado, disputando apenas 3 partidas e marcando nenhum gol.

### Votuporanguense
Em 22 de novembro de 2017, o Palmeiras acertou o empréstimo de Daniel ao Votuporanguense. Sua estreia pelo clube aconteceu em 17 de janeiro, entrando como titular em uma vitória em casa por 3–2 com a Juventus-SP, pelo Campeonato Paulista de 2018 - Série A2. Seu primeiro gol como profissional aconteceu em 4 de fevereiro, em uma vitória fora de casa por 2–1 sobre a Penapolense.
Pelo Votuporanguense, fez 10 jogos e marcou um gol.

### Rio Claro
Em 2 de dezembro de 2018, foi oficializado o empréstimo de Daniel ao Rio Claro. Sua estreia aconteceu em 26 de janeiro de 2019, entrando como substituto em uma vitória em casa por 1–0 sobre a Portuguesa Santista, pelo Campeonato Paulista de 2019 - Série A2. Seu primeiro gol pelo clube aconteceu em 9 de fevereiro, em uma vitória em casa por 3–1 sobre o Atibaia.
Pelo Rio Claro, fez 12 partidas e marcou um gol.

### Ferroviária
No dia 1 de maio de 2019, Daniel foi emprestado à Ferroviária. Sua estreia aconteceu em 4 de maio, entrando como titular em uma vitória em casa por 1–0 sobre o Joinville, pela Série D de 2019.
Pela Ferroviária, fez 23 partidas e marcou nenhum gol.

### Caldense
Após o término do seu contrato com o Palmeiras, em 3 de janeiro de 2020, foi oficializada a contratação de Daniel pela Caldense. Estreou pela primeira vez na equipe em 25 de janeiro, entrando como substituto em uma vitória em casa por 2 a 0 sobre o Uberlândia, pelo Campeonato Mineiro de 2020.
Pela Caldense, fez sete partidas e marcou nenhum gol.

### Boa Esporte
Em 13 de julho de 2020, após a paralisação do Campeonato Mineiro de 2020 devido à pandemia de COVID-19, foi anunciada a contratação de Daniel pelo Boa Esporte. Sua estreia aconteceu em 26 de julho, entrando como substituto em uma vitória fora de casa por 1–0 sobre a Patrocinense.
Pelo Boa Esporte, disputou cinco partidas e marcou nenhum gol.

### Mirassol
Em 8 de setembro de 2020, a contratação de Daniel foi anunciada pelo Mirassol, com o contrato até o final de 2021. Fez sua estreia pelo novo clube em 20 de setembro, entrando como substituto em um empate em casa com o Bangu por 1–1, pela Série D de 2020. Fez seu primeiro gol pelo clube em 30 de setembro, em uma vitória em casa por 6 a 0 sobre o Toledo.
Titular desde que chegou ao Mirassol ainda na primeira fase da competição, Daniel foi peça importante para a conquista da Série D de 2020.

## Títulos
Palmeiras[carece de fontes?]
- Copa do Brasil: 2015

Mirassol[carece de fontes?]
- Campeonato Brasileiro - Série D: 2020
- Campeonato Brasileiro - Série C: 2022